# 佩提港-马多克斯湾
佩提港-马多克斯湾（Petty Harbour-Maddox Cove）是一个约有960人的小镇，位于加拿大紐芬蘭與拉布拉多省阿瓦隆半岛的東岸以及聖約翰斯以南。佩提港-马多克斯湾當地有一個發電站，是纽芬兰和拉布拉多的第一个水力发电站。佩提港-马多克斯湾從1598年以来就有歐洲人定居。19世紀初形成集鎮。在威廉王之戰期間，法国军队曾經進攻佩提港-马多克斯湾。